# Vítor de Cesareia
Vítor de Cesareia ou São Vítor Mártir (data de nascimento e morte desconhecidas) foi um soldado romano que todas as Igrejas veneram como santo e mártir. Ele é o único santo a ter este nome.

## Hagiografia
São Vítor foi listado no Martirológio Jeronimiano, que o citou em 21 de maio (dia em que a Igreja Católica o venera) junto com os outros dois mártires Polieuto e Donato. Dali seu nome passou para o Martirológio Romano, sem que, porém, fosse escrita uma hagiografia. Quase nada se sabe sobre sua vida, que é muitas vezes confundida com a de santos homônimos.
Segundo a Tradição, São Vítor era um soldado do exército romano que, tendo entrado em contato com a nova religião cristã, converteu-se. Durante uma perseguição aos cristãos (que segundo algumas hipóteses ocorreu sob o imperador Trajano, segundo outras sob Diocleciano) sofreu o martírio em Cesareia da Capadócia juntamente com dois dos seus companheiros, os mártires Polieuto e Donato.
Em 1703, os seus restos mortais foram transferidos da Catacumba de Calepódio para a igreja do convento de Sant'Antonio al Monte, em Rieti, onde ainda hoje são visíveis sob o altar-mor.
Relíquias de São Vítor encontram-se na igreja do Espírito Santo em Turim, conservadas sob a mesa do altar-mor. Elas foram doadas pelo Papa Bento XIV com uma bula papal e entregues em 4 de maio de 1743.

## Culto
O culto a São Vítor teve uma difusão considerável na Itália graças sobretudo à Casa de Savoia, da qual vários soberanos e príncipes levaram seu nome. Na Inglaterra, começou a ser particularmente venerado após a ascensão ao trono da Rainha Vitória e seu longuíssimo reinado, lembrado hoje pelo nome de era vitoriana.
São Vítor é tido como um exemplo de coragem e fé inabalável; um alerta para que os fiéis permaneçam firmes nos princípios e na fé, mesmo diante das adversidades mais extremas; modelo de virtude cristã, especialmente pela sua fidelidade a Cristo até à morte. Ele é invocado contra raios, granizo e espíritos malignos.
Na iconografia é geralmente representado vestindo uma túnica branca ou a lorica de um soldado romano; ele segura uma espada em uma mão e na outra a palma, símbolo do martírio.